# Millicent Fawcettová
Dame Millicent Garrett Fawcettová (11. června 1847 Aldeburgh – 5. srpna 1929 Bloomsbury) byla britská intelektuálka, politická vůdkyně, aktivistka a spisovatelka.
Byla dcerou Newsona a Louisy Garrettových a byla známá především díky boji za volební práva žen. Vedla největší volební organizaci, nenásilnou (NUWSS) Národní svaz ženských nadačních společností. Odrážela svou vášeň pro vzdělání a pomohla založit školu Newnham Coolege v Cambridge. Podílela se také na dalších politických aktivitách, jako je podpora práv pracovníků a překonání zákonů, které byly založeny na dvojí morálce mužů a žen.
Fawcettová byla také zapojená do politiky, a v červenci 1901 byla jmenována vést pověření britské vlády do Jižní Afriky vyšetřovat podmínky v koncentračních táborech, které tam byly vytvořené v době druhé búrské války. Její zpráva potvrdila, co bojovnice Emily Hobhouseová řekla o hrozných podmínkách v táborech.

## Dílo (výběr)
- Political Economy for Beginners (1870)[5]
- Essays and Lectures on social and political subjects (1872), spolu s Henrym Fawcettem[6]
- Electoral Disabilities of Women (1872)
- Tales in Political Economy (1874)[7]
- Janet Doncaster (1875), novela
- Some Eminent Women of our Times: short biographical sketches (1889)[8]
- Life of Her Majesty, Queen Victoria (1895)[9]
- Life of the Right Hon. Sir William Molesworth (1901)[10]
- Five Famous French Women (1907)[11]
- Women's Suffrage : a Short History of a Great Movement (1912)[12]
- The Women's Victory and After: Personal reminiscences, 1911–1918 (1920)[13]
- What I Remember (Pioneers of the Woman's Movement) (1920)
- Josephine Butler: her work and principles and their meaning for the twentieth century (1927), spolu s Ethel M. Turner

Napsala také desítky článků pro periodika jako The Englishwoman, Woman's Leader, Fraser's Magazine, National Review, Macmillan's Magazine, Common Cause, Fortnightly Review, Nineteenth Century a Contemporary Review. 
Napsala úvod pro vydání knihy Mary Wollstonecraft z roku 1891, A Vindication of the Rights of Woman.